# Oiwake
Oiwake (追分町, Oiwake-chō) est un ancien bourg situé dans le district de Yūfutsu (préfecture de Hokkaidō), au Japon.

## Histoire
Le 27 mars 2006, le bourg d'Oiwake fusionne avec le bourg voisin de Hayakita pour former le bourg d'Abira.